# Palais d'Alvor-Pombal
Le Palácio de Alvor-Pombal, également connu sous le nom de Palácio das Janelas Verdes, est un palais de Lisbonne, abritant actuellement le Musée national d'art ancien.
Il est classé Immeuble d'intérêt public depuis 1971.

## Histoire
Il a été construit à la fin du XVIIe siècle (1690) par le comte d'Alvor Francisco de Távora, vice-roi des Indes, à côté du couvent de Santo Alberto das Carmelitas Descalças.
À la suite de l'affaire Távoras, le palais fut confisqué à leurs héritiers, et sera acquis plus tard par Matias Aires Ramos da Silva et en 1760 par Paulo de Carvalho, frère du marquis de Pombal, qui en 1770 hérita du palais de son frère.
Palais aux caractéristiques du XVIIe siècle, il a subi plusieurs restaurations et ajouts aux influences rococo.
Après la mort de la princesse Marie-Amélie du Brésil en 1853, l'impératrice Amélie de Leuchtenberg s'installe au palais avec un cercle d'amis. A cette époque, le palais est marqué par une ambiance monacale, des visiteurs de marque venant quelquefois tenir compagnie à l'impératrice douairière.
La princesse impériale Isabelle du Brésil et son époux Gaston d'Orléans visitent le palais en 1865 ; en 1871, ce fut le tour des empereurs du Brésil Dom Pedro II et de son épouse Thérèse-Christine de Bourbon-Siciles, et à la fin de 1872, la reine douairière de Suède, Joséphine de Leuchtenberg rencontra l'impératrice dans le palais.
Amélie passa les vingt dernières années de sa vie dans le palais, et y mourut dans son sommeil à l'aube du 26 janvier 1873.
En 1884, le Musée national des beaux-arts et d'archéologie a été inauguré dans ce palais, en présence du roi D. Luís, renommé en 1911 Musée national d'art ancien,.

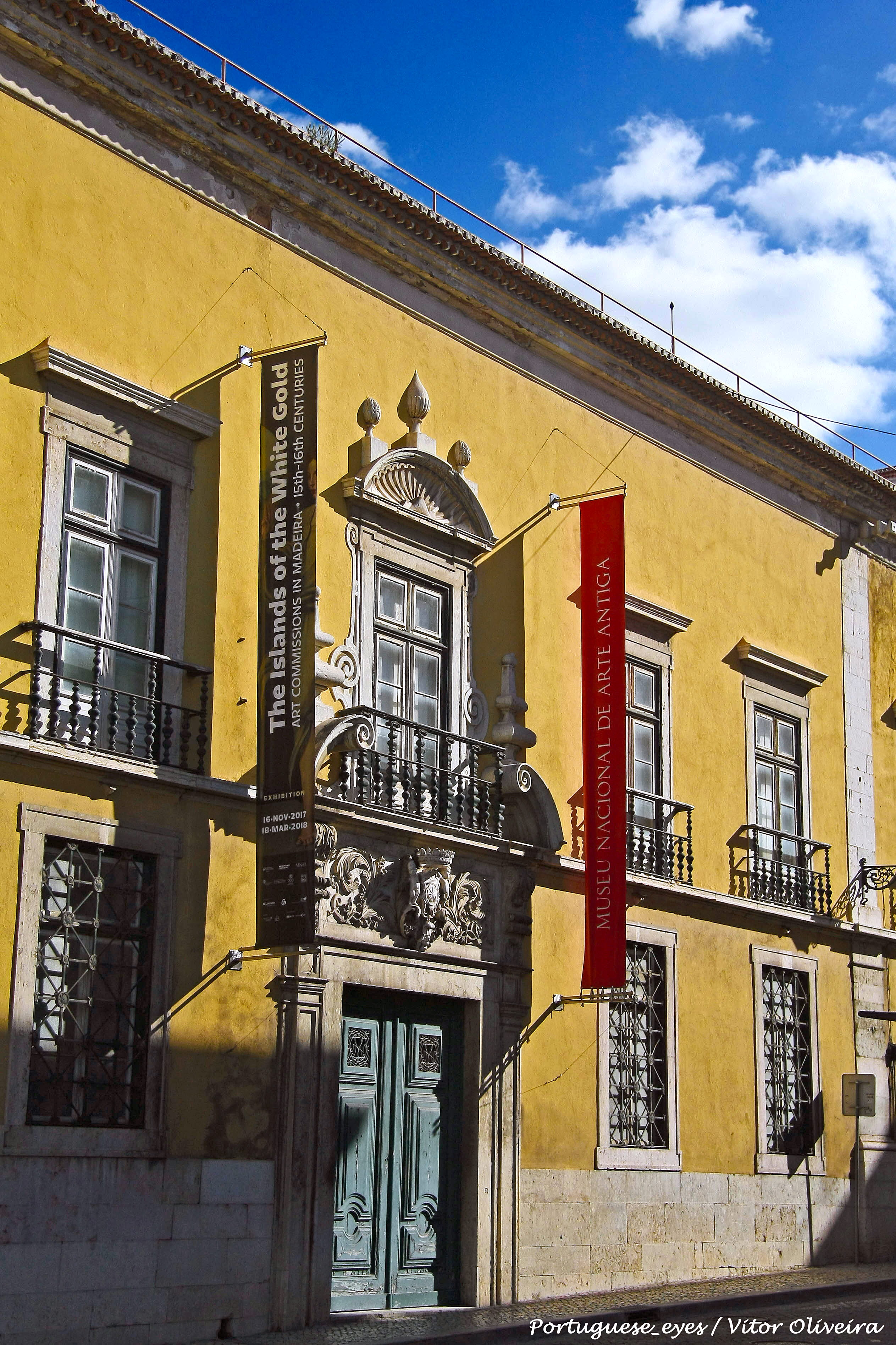
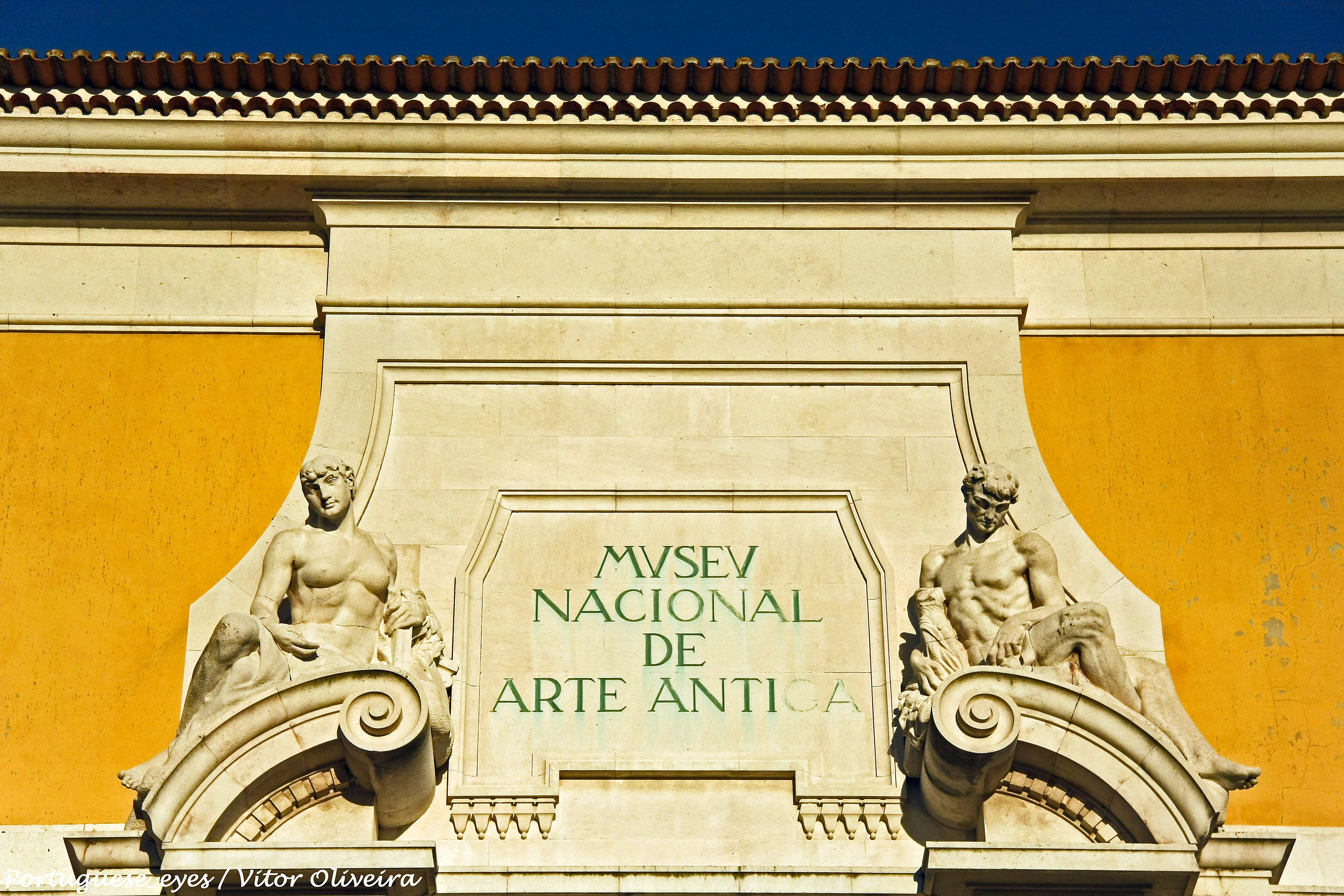